# Covington, Kentucky
Covington är en stad och en av två huvudorter (county seat) i Kenton County i delstaten Kentucky, USA. Staden har 40 961 invånare (2020), på en yta av 35,67 km².